# 萩原みのり
萩原 みのり（はぎわら みのり、1997年3月6日 - ）は、日本の元女優。愛知県名古屋市出身。元スターダストプロモーション制作1部所属。夫は映画監督の内山拓也。2023年12月31日を以て芸能界を引退した。

## 略歴
地元の名古屋でスカウトされ、芸能界入り。自身はプロの新体操選手になるのが夢だった。幼少時代からトレーニングを重ね、中学も新体操の強豪校へと進学するが、体を壊して夢を諦めていた時にスカウトされた。スカウト当初は芸能界は別次元の世界だと思っていたが、演技レッスンを受けていく中で女優の道で生きていくことを決心する。
2012年、ベネッセコーポレーション「進研ゼミ・歌う新高1生」篇でCMデビュー。2013年、テレビドラマ『放課後グルーヴ』（TBS）のオーディションに合格したことにより女優デビュー。同年、映画『ルームメイト』で映画初出演を果たした。
2018年3月31日をもってソニー・ミュージックアーティスツとの契約を満了し、同年5月1日からスターダストプロモーションに所属する。
2021年3月、『RISKY』（毎日放送）で地上波連続ドラマ初主演。
同年6月1日、映画監督の内山拓也と結婚したことを自身のInstagramで発表した。
2023年12月23日、同年末を以てスターダストプロモーションを退所し芸能界を引退することを自身のInstagramで発表した。

## 人物
目標としていた女優は、ソニー・ミュージックアーティスツ所属時の先輩であった橋本愛。
テレビドラマ『表参道高校合唱部!』や映画『心が叫びたがってるんだ。』で共演した芳根京子とは毎日のように連絡を取り合う仲であった。
趣味・特技は、映画鑑賞、音楽鑑賞、新体操、カメラ。

## 出演

### テレビドラマ
- 放課後グルーヴ（2013年4月22日 - 6月24日、TBS） - 本田千夏 役
- 鼠、江戸を疾る（2014年1月9日 - 3月20日、NHK総合） - お豊 役
- さよなら私（2014年10月14日 - 12月9日、NHK総合） - 星野友美（高校時代） 役
- REPLAY & DESTROY（2015年4月27日 - 6月15日、TBS） - 佐野結 役[11]
- 表参道高校合唱部!（2015年7月17日 - 9月25日、TBS） - 佐々木美子 役[12]
- 狙撃（2016年10月2日、テレビ朝日） - 上月涼子（高校時代） 役
- ソースさんの恋（2017年6月1日 - 7月20日、NHK BSプレミアム） - 佐々木由紀 役[13]
- 幕末グルメ ブシメシ2!（2018年1月10日 - 2月21日、NHK BSプレミアム） - お常 役[14][15]
- 三島由紀夫 命売ります 第8話（2018年3月10日、BSジャパン） - 莉子 役
- I"s（2018年12月21日 - 2019年1月8日、BSスカパー!） - ヒロイン・磯崎泉 役[16][17]
- 幕末グルメ ブシメシ!2 第2話 - 最終話（2019年2月2日 - 3月9日、NHK総合） - お常 役[18]
- 虫籠の錠前（2019年3月22日 - 5月10日、WOWOWプライム） - ニト 役[19]
- 37セカンズ（2019年12月5日、NHK BSプレミアム） - サヤカ 役[20]
- 病室で念仏を唱えないでください 第7話（2020年2月28日、TBS） - 坂下那奈 役[21]
- Memories〜看護師たちの物語〜（2020年10月4日 - 2021年3月28日、BS日テレ） - 主演・夏井ひかる 役[22][23]
- やっぱりおしい刑事 第2話 - 第8話（2021年3月14日 - 4月25日、NHK BSプレミアム） - 嶋ありさ 役[24]
- RISKY（2021年3月26日 - 5月7日、毎日放送） - 主演・広瀬ひなた 役[6][25]
- 生きるとか死ぬとか父親とか 第4話（2021年5月1日、テレビ東京） - ショップ店員 役
- ただ離婚してないだけ（2021年7月8日 - 9月30日、テレビ東京） - 夏川萌 役[26]
- 白い濁流（2021年8月22日 - 10月10日、NHK BSプレミアム） - 羽佐間直美 役
- お茶にごす。（2021年10月8日 - 12月24日、テレビ東京） - ヒロイン・浅川夏帆 役[27]
- ケイ×ヤク -あぶない相棒-（2022年1月13日 - 3月17日、読売テレビ・日本テレビ） - ヒロイン・葉月千夏 役[28]
- 神木隆之介の撮休 第7話「友人の彼女」（2022年2月18日、WOWOWプライム） - 清水彩夏 役[29]
- にんげんこわい 第4話・最終話（2022年2月27日・3月6日、WOWOWプライム） - お花 役[30][31]
- 初恋の悪魔（2022年7月16日 - 9月24日、日本テレビ） - 野上千尋 役[32]
- 競争の番人 第6話（2022年8月15日、フジテレビ） - 井出香澄 役[33]
- バイバイ、マイフレンド（2023年5月10日 - 31日、フジテレビ） - 後藤絵理奈 役[34]

### 配信ドラマ
- SICK'S 覇乃抄 〜内閣情報調査室特務事項専従係事件簿〜 第七話（2019年4月6日、Paravi） - ナース 役
- 賭ケグルイ双（2021年3月26日 - 4月16日、全8話、Amazon Prime Video） - 戸隠雪見 役[35][36][37]
- エロい彼氏が私を魅わす（2021年9月18日 - 11月6日、全8回、FOD） - 椎野麻衣 役[38]
- Naokiman HORROR SHOW「視線」（2023年8月19日、DMM TV） - 東野ゆめ 役[39]

### 映画
- 舟を編む（2013年4月13日　松竹）-女子高生 役
- ルームメイト（2013年11月9日、東映） - 小川絵里 役
- 劇場版 零〜ゼロ〜（2014年9月26日、KADOKAWA） - 藤井ワカ 役[注 1]
- 神さまの言うとおり（2014年11月15日、東宝） - 田岡由実 役
- 正しいバスの見分けかた（2015年11月14日制作・2019年8月23日、伊参スタジオ映画祭） - 中島 役[40][41]
- 人狼ゲーム クレイジーフォックス（2015年12月5日、AMGエンタテインメント） - 佐伯桃子 役
- 鬼談百景「どろぼう」（2016年1月23日、「鬼談百景」製作委員会）
- 64 -ロクヨン- 前編・後編（2016年5月7日・6月11日、東宝） - 目崎歌澄 役
- 何者（2016年10月15日、東宝）
- 戦場へ、インターン（2017年3月11日、映像産業振興機構） - 舞 役
- ブルーハーツが聴こえる「ハンマー（48億のブルース）」（2017年4月8日、ティ・ジョイ） - 佐野結 役
- 昼顔（2017年6月10日、東宝） - 松本あゆ 役
- ハローグッバイ（2017年7月15日、アンプラグド） - 主演・水野はづき 役 ※久保田紗友とダブル主演[42][43]
- 心が叫びたがってるんだ。（2017年7月22日、アニプレックス） - 宇野陽子 役
- ゆらり（2017年11月4日、ベストブレーン） - 高山瞳 役[44]
- 一礼して、キス（2017年11月11日、東急レクリエーション） - 安藤理花 役[45]
- お嬢ちゃん（2018年9月28日、ENBUゼミナール） - 主演・みのり 役[46]
- えちてつ物語〜わたし、故郷に帰ってきました。（2018年11月3日、ギャガ） - 藤本奈緒 役[47]
- 普通は走り出す（2019年10月25日）[要出典]
- 転がるビー玉（2020年2月7日、パルコ） - 主演・瑞穂 役[注 2]
- 37セカンズ（2020年2月7日、ラビットハウス） - SAYAKA 役
- ステップ（2020年7月17日、エイベックス・ピクチャーズ）
- 僕の好きな女の子（2020年8月14日、吉本興業）
- 13月の女の子（2020年8月15日、チーズfilm） - 浮間莉音 役[48][49]
- アンダードッグ（2020年11月27日、東映ビデオ） - 大村加奈 役[50]
- 佐々木、イン、マイマイン（2020年11月27日、パルコ） - ヒロイン・ユキ 役[3][51]
- 花束みたいな恋をした（2021年1月29日、東京テアトル / リトルモア） - 本條朱音 役[52]
- 街の上で（2021年4月9日、「街の上で」フィルムパートナーズ） - ヒロイン・高橋町子 役[注 3][53]
- そして、バトンは渡された（2021年10月29日、ワーナー ブラザース ジャパン） - 優子の友人 役[54][55]
- 成れの果て（2021年12月3日、SDP） - 主演・河合小夜 役[56][57]
- N号棟（2022年4月29日、SDP） - 主演・史織 役[58]
- 君は放課後インソムニア（2023年6月23日、ポニーキャニオン） - 白丸結 役[59][60]
- 唄う六人の女（2023年10月27日、ナカチカピクチャーズ / パルコ） - 牙を剥く女 役 [61][62]

### 配信映画
- ゼロの音（2023年4月27日、Hulu） - 主演・上国料いと 役[63]

### 舞台
- 遊侠 沓掛時次郎（2016年8月27日 - 10月2日、新国立劇場小劇場、作・北村想 / 演出・寺十吾）[64]
- 裏切りの街（2022年3月12日 - 27日、新国立劇場中劇場 / 3月31日 - 4月3日、COOL JAPAN PARK OSAKA WWホール、作・演出・三浦大輔） -  鈴木里美 役[65][注 4]

### バラエティ番組
- 痛快TV スカッとジャパン（2015年12月21日・2021年4月19日、フジテレビ）
- ネプリーグ（2017年7月10日、フジテレビ）

### ラジオ
- レコメン! 白石聖のわたくしごとですが…（2018年11月27日、文化放送） - ゲスト[66]
- 特集オーディオドラマ「真夜中のプラネタリウム」（2022年12月24日、NHK-FM） - 松原りさ 役[67]

### CM
- ベネッセコーポレーション 進研ゼミ高校講座（2012年2月 - ）
- ジョンソン・エンド・ジョンソン アキュビュー（2013年4月 - ）
- 日産 ハンズフリー・ラブ（2020年10月 - ）
- めちゃコミック『RISKY〜復讐は罪の味〜』コラボCM（2021年3月 - ）[68]

### MV
- ASIAN KUNG-FU GENERATION
  - 「スタンダード」（2014年6月25日）
  - 「ボーイズ&ガールズ」（2018年9月26日）
- 中島美嘉「Indigo」（2015年12月、NHK岡山記念日キャンペーンソング）
- シナリオアート「フユウ」（2015年6月3日）
- 松室政哉「きっと愛は不公平」（2018年2月21日）[69]
- 銀杏BOYZ「DO YOU LIKE ME」（2020年10月21日）[70]
- にしな「ダーリン」（2021年2月17日）
- Atomic Skipper「スーパーノヴァ」（2021年4月7日）[71]